# Патман, Молли
Молли Элизабет Патман (англ. Mollie Elizabeth Pathman; род. 1 июля 1992, Чапел-Хилл, Северная Каролина) — бывшая американская футболистка, выступавшая на позиции полузащитницы и нападающей.

## Карьера

### Клубная
На студенческом уровне в течение трёх сезонов играла за команду «Дьюк Блю Девилз», команду представляющий Дьюкский университет.
По завершении учёбы была выбрана на драфте Национальной женской футбольной лиги в 3-раунде под общим 23-м номером клубом «Бостон Брейкерс». В составе «Брейкерс» она отыграла три сезона, сыграв 54 игры и забив один гол.
В июле 2016 года объявила о завершении футбольной карьеры, чтобы сосредоточиться на работе в области медицины.

### Международная
В составе молодёжной сборной играла на МЧМ-2010 и МЧМ-2012, став в 2012 году чемпионкой мира.

## Достижения
Сборная США (мол.)
- Чемпионат мира (до 20 лет) (1): 2012